# Rusizi FC
Rusizi Football Club là một câu lạc bộ bóng đá đến từ thành phố Cibitoke ở Burundi. Đội bóng đang thi đấu ở giải cao nhất, Giải bóng đá ngoại hạng Burundi và chơi trên sân nhà Stade Municipal.